# Centre Sven Lovén pour les sciences marines

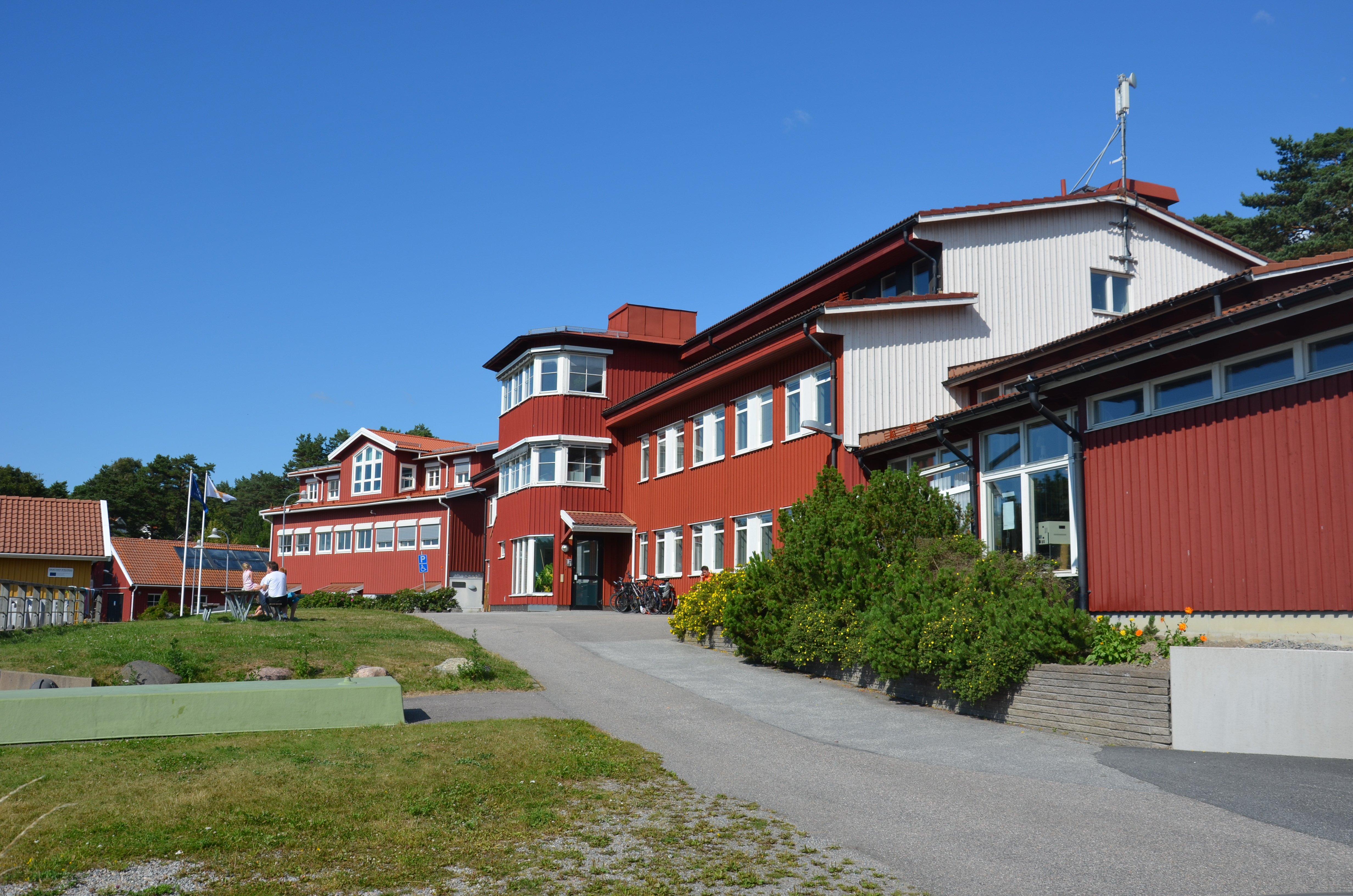
Photo du centre en 2012

Le centre Sven Lovén pour les sciences marines (en suédois Sven Lovén centrum för marina vetenskaper) est un centre d'étude de la biologie marine au sein de l'université de Göteborg. Il fut fondé en 2008 par le rapprochement de la station de recherche marine de Kristineberg et du laboratoire de biologie marine de Tjärnö. Le centre est nommé d'après Sven Lovén, un des pionniers de la biologie marine en Suède.

## Sites

### Kristineberg
La station de recherche marine de Kristineberg est situé près du fjord Gullmar, à 100 km au nord de Göteborg. Ce fjord fait partie des eaux les plus riches de Suède et est étudié depuis les années 1830. Le centre, lui, fut fondée en 1877, ce qui en fait l'une des plus anciennes stations marines au monde.

### Tjärnö
Le laboratoire de biologie marine de Tjärnö est situé sur l'île de Tjärnö, à environ 160 km au nord de Göteborg, à proximité immédiate du fjord de Koster. Ce fjord et l'archipel des îles Koster sont le milieu marin le plus riche du pays, avec 6 000 espèces dont 350 que l'on ne trouve nulle part ailleurs en Suède, dont en particulier des récifs du corail Lophelia pertusa. Cette richesse a valu à la zone d'être classé en 2009 premier parc national marin du pays, sous le nom parc national de Kosterhavet. Le laboratoire fut fondé en 1963.